# Hospital Universitario Hamburgo-Eppendorf
El Hospital Universitario Hamburgo-Eppendorf (en alemán: Universitätsklinikum Hamburg-Eppendorf, UKE) es un hospital universitario de Hamburgo, Alemania. Es el hospital más grande de Hamburgo, y al año ingresa unos 80 000 pacientes además de atender a 260 000 consultas ambulatorias y a 113 000 urgencias. Está vinculado a la Universidad de Hamburgo.